# Richard Barre
Richard Barre ( c. 1130 -. c 1202) era un jurista medieval inglés, clérigo y erudito. Fue educado en la escuela de derecho de Bolonia, y entró en servicio real durante el reinado de Enrique II de Inglaterra, más tarde trabajo para el hijo y sucesor de Enrique II, Ricardo I de Inglaterra. Él estuvo, también, brevemente en la corte de Enrique el Joven. Después de la muerte del rey Enrique, Barre se convirtió en un jurista real durante el reinado de Enrique el joven, y fue uno de los jueces principales en el período 1194 a 1199. Durante el reinado de Juan I de Inglaterra, Barre ya no trabajaba como un juez debido anteriores desacuerdos con Juan. Además de sus deberes judiciales, fue archidiácono de Ely y el autor de una obra de la Biblia dedicados a uno de sus mecenas, Guillermo Longchamp, el obispo de Ely y Lord canciller de Inglaterra.

## Primeros años
Se desconoce si Barre era nativo de Inglaterra o de Normandía, pero su apellido parece derivar de la aldea normanda de La Barre-en-Ouche, cerca de Bernay, en el actual departamento de Eure. Probablemente nació alrededor de 1130 y se relacionó con la familia Sifrewast de Normandía, [a] caballeros en Berkshire . Barre tenía un pariente, Hugh Barre, que era archidiácono de Leicester en el 1150s. Barre estudió derecho en Bolonia en Italia antes de 1150 y era un estudiante allí con Stephen de Tournai, que se hizo obispo de Tournai en 1192. Otro compañero escribió un verso corto dirigido a Barre: " Pontificum causas regumque negocia tractes, Qui tibi divicias deliciasque parant ", que se traduce en" Pueden manejar las causas de los obispos y los asuntos de los reyes, quienes proveen riquezas y deleites para ustedes". Después de terminar su educación, Barre parece haber trabajado para Robert de Chesney , obispo de Lincoln, o Nicholas, archidiácono de Huntingdon; la principal evidencia de esto es que Barre fue testigo de cartas para ambos hombres de 1160 a 1164. En 1165, Barre se había unido a la casa del rey Enrique II de Inglaterra.

## Servicio al rey Enrique
Barre sirvió al rey Enrique durante la disputa del rey con Tomás Becket, el arzobispo de Canterbury, quien se había exiliado en 1164 por la disputa sobre los límites de la autoridad real sobre la Iglesia inglesa. Debido a los estrechos vínculos de Barre con el rey Enrique, Becket lo consideró uno de los "malos consejeros" del rey, y Barre fue objeto de denuncias por parte del arzobispo.  A finales de agosto de 1169, Barre se encontraba en Normandía con Enrique, donde Barre formaba parte de un grupo de eclesiásticos que asesoraban al rey sobre cómo resolver la disputa Becket. En septiembre de 1169, Barre fue enviado junto con otros dos empleados a Roma para quejarse sobre el comportamiento de los enviados papales durante las negociaciones con Becket celebradas a principios de septiembre. Los negociadores papales al principio acordaron un compromiso, pero al día siguiente afirmaron que la propuesta era inaceptable. Con el fracaso de las negociaciones, Becket restauró las oraciones de excomunión en varios funcionarios reales, pero Barre no se incluyó entre los nombrados específicamente a pesar de que muchos de sus colegas sí lo estaban. El historiador Frank Barlow argumenta que Barre no fue específicamente nombrado en la restauración de las excomuniones, ya que Becket lo consideró ya excomulgado debido a su asociación con aquellos bajo la prohibición de la iglesia.
Durante enero y febrero de 1170, el rey envió a Barre en una misión diplomática a Roma, sobre un asunto relacionado con la disputa del rey con Becket. La misión intentó asegurar la anulación de la excomunión de aquellos a quienes Becket había puesto bajo prohibición clerical, pero no tuvo éxito; circularon rumores de que la misión buscaba asegurarse el permiso papal para la coronación del hijo vivo más mayor de Enrique por alguien que no fuera Becket. Cuando Becket protestó ante el Papa Alejandro III por esta usurpación del derecho del arzobispo de coronar a los reyes ingleses, Alejandro no solo afirmó que no se había otorgado tal permiso sino que amenazó con suspender o deponer a cualquier obispo que coronara al heredero de Enrique. Barlow piensa que es posible que Barre haya recibido un acuerdo verbal del Papa en enero para permitir la coronación, pero no hay evidencia escrita de que Alejandro aceptara la coronación en 1170.
Después del asesinato de Becket en diciembre de 1170 el rey Enrique envió a Barre a Roma, acompañado por el arzobispo de Ruan, los obispos de Évreux y Worcester, y otros funcionarios reales, para defender el caso real ante el papado.  El objetivo de la misión era dejar en claro al Papa Alejandro III que Enrique no había tenido nada que ver con el asesinato de Becket y que el rey estaba horrorizado de que hubiera tenido lugar. Al principio, Barre se negó a reunirse con Alejandro III, pero eventualmente los enviados pudieron reunirse con el Papa.  Aunque la misión no fue un éxito completo, la comisión real logró persuadir al papado de no imponer un entredicho, o prohibir los ritos clericales, en Inglaterra o excomulgar al rey. Poco después se le otorgó a Barre el cargo de archidiácono de Lisieux, probablemente como recompensa por sus esfuerzos en Roma en 1171.  En septiembre fue nombrado juez real. Fue nombrado canciller del heredero del rey Enrique durante un breve período en 1172 y 1173, pero cuando el joven Enrique se rebeló contra su padre y buscó refugio en la corte real francesa, Barre se negó a reunirse con él en el exilio y regresó al servicio del rey. Barre se llevó consigo el sello del joven Enrique.